# Сліпакові
Сліпакові (Spalacidae) — родина гризунів з надродини мишуваті (Muroidea) підряду мишовиді (Murimorpha).
Одна з найбільш спеціалізованих родин ссавців з унікальним набором адаптацій до підземного життя.

## Систематика
- Докладніше у статті Систематика сліпаків

Типовий вид родини — сліпак, Spalax, типов якого, у свою чергу, є сліпак «звичайний» (Spalax microphthalmus)
Родина сліпакових включає 7 родів і 36 видів, які поділяють на 4 підродини:
- підродина Цокори — Myospalacinae,
  - вкл. Myospalax — Цокор (3 види), Eospalax (3 види),
- підродина Сліпаки — Spalacinae,
  - вкл. Spalax — Сліпак (6 видів), Nannospalax — Сліпець (7 видів, часто як підрід роду Spalax),
- підродина Різоміси — Rhizomyinae,
  - вкл. Rhizomys — Різоміс (3 види), Cannomys — Ритник (1 вид),
- підродина Кертиці — Tachyoryctinae,
  - вкл. Tachyoryctes — Кертиця (13 видів).

## сліпакові в Україні
У фауні України родина представлена 5 видами двох родів:
- Nannospalax — сліпець (1 вид): сліпець понтичний
- Spalax — сліпак (4 види): сліпак буковинський, сліпак подільський, сліпак піщаний, сліпак східний

## галерея

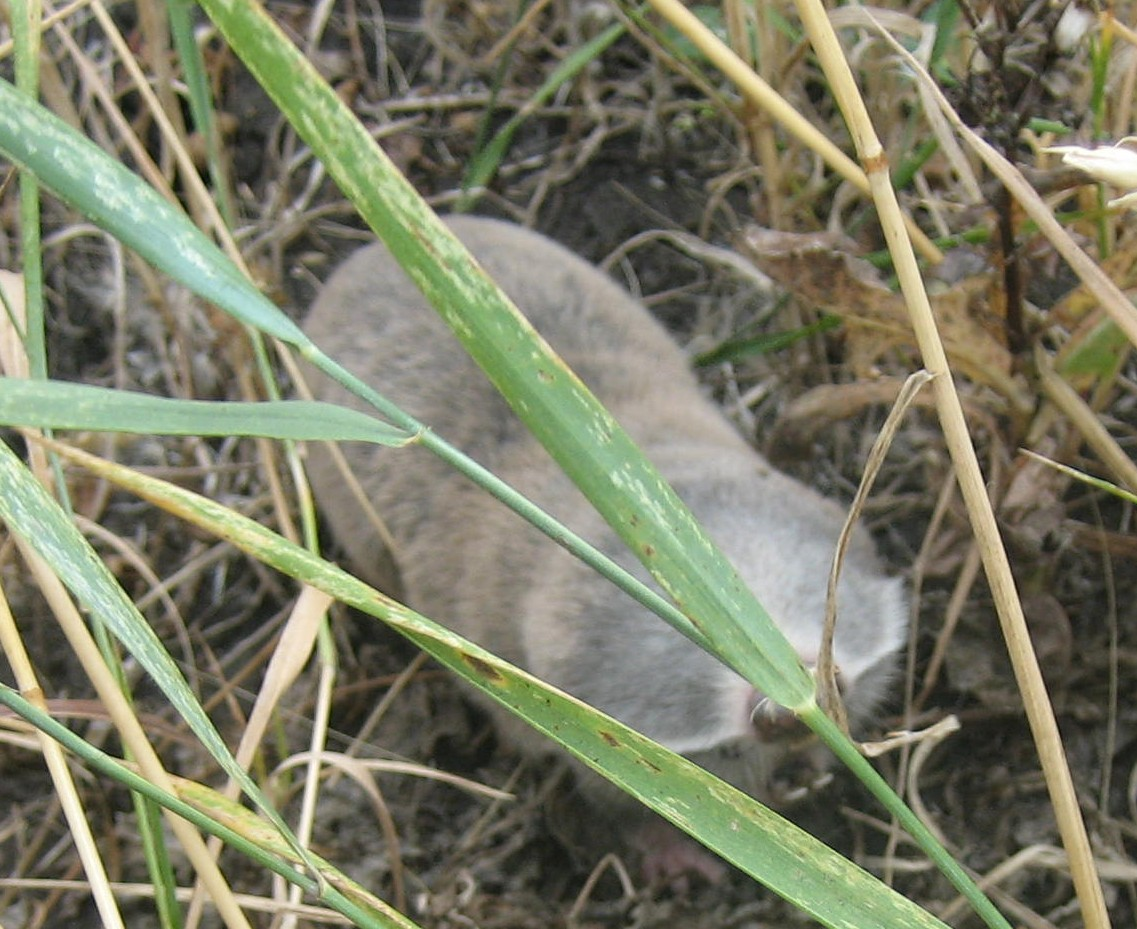
Сліпак звичайний (Spalax microphthalmus)
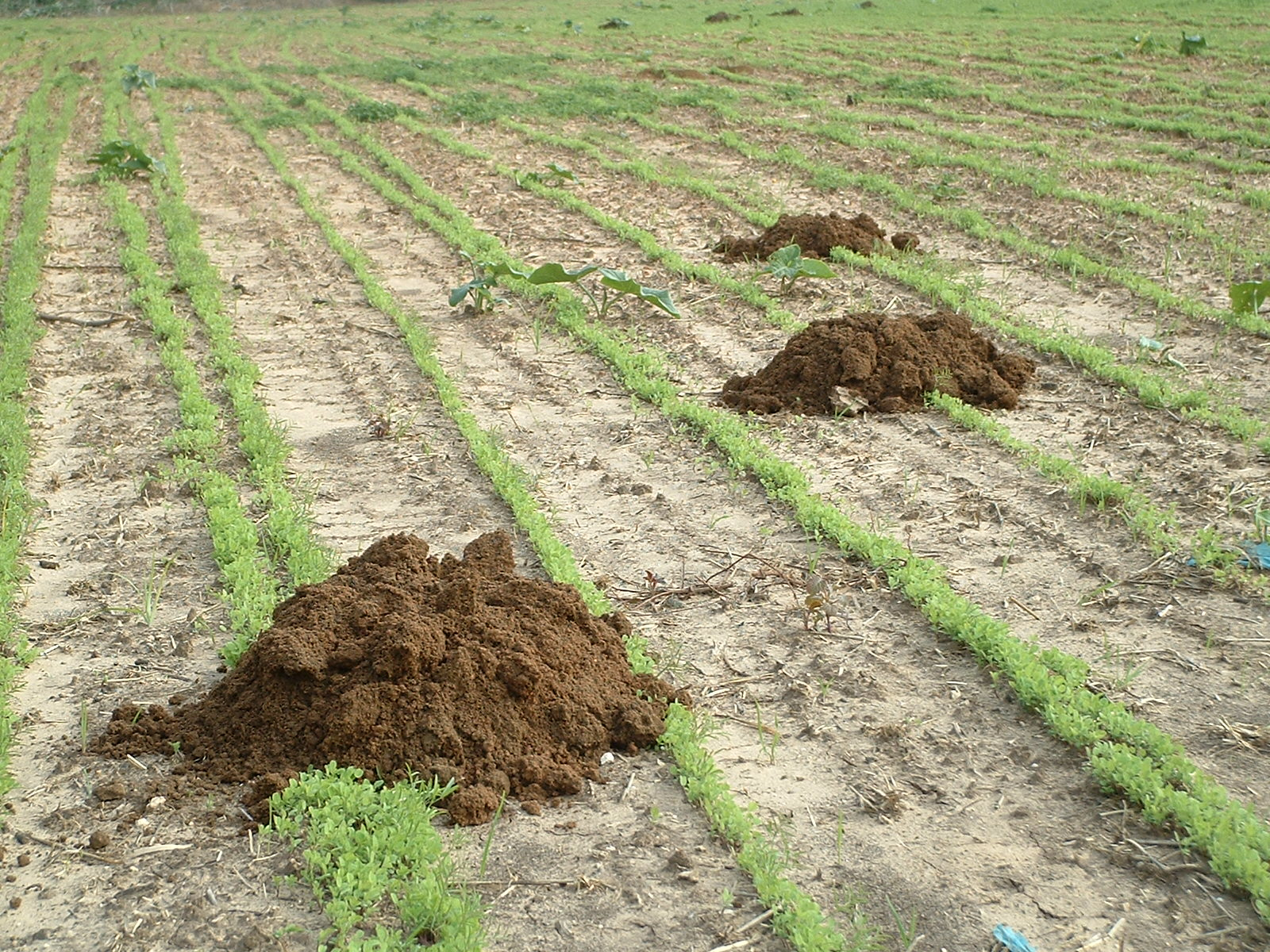
кротовини сліпця Еренберга (Nannospalax ehrenbergi)
голова сліпака Spalax microphthalmus: зверніть увагу на розвиток різців
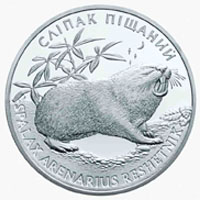
Монета "Сліпак піщаний (Spalax arenarius)" (2005)
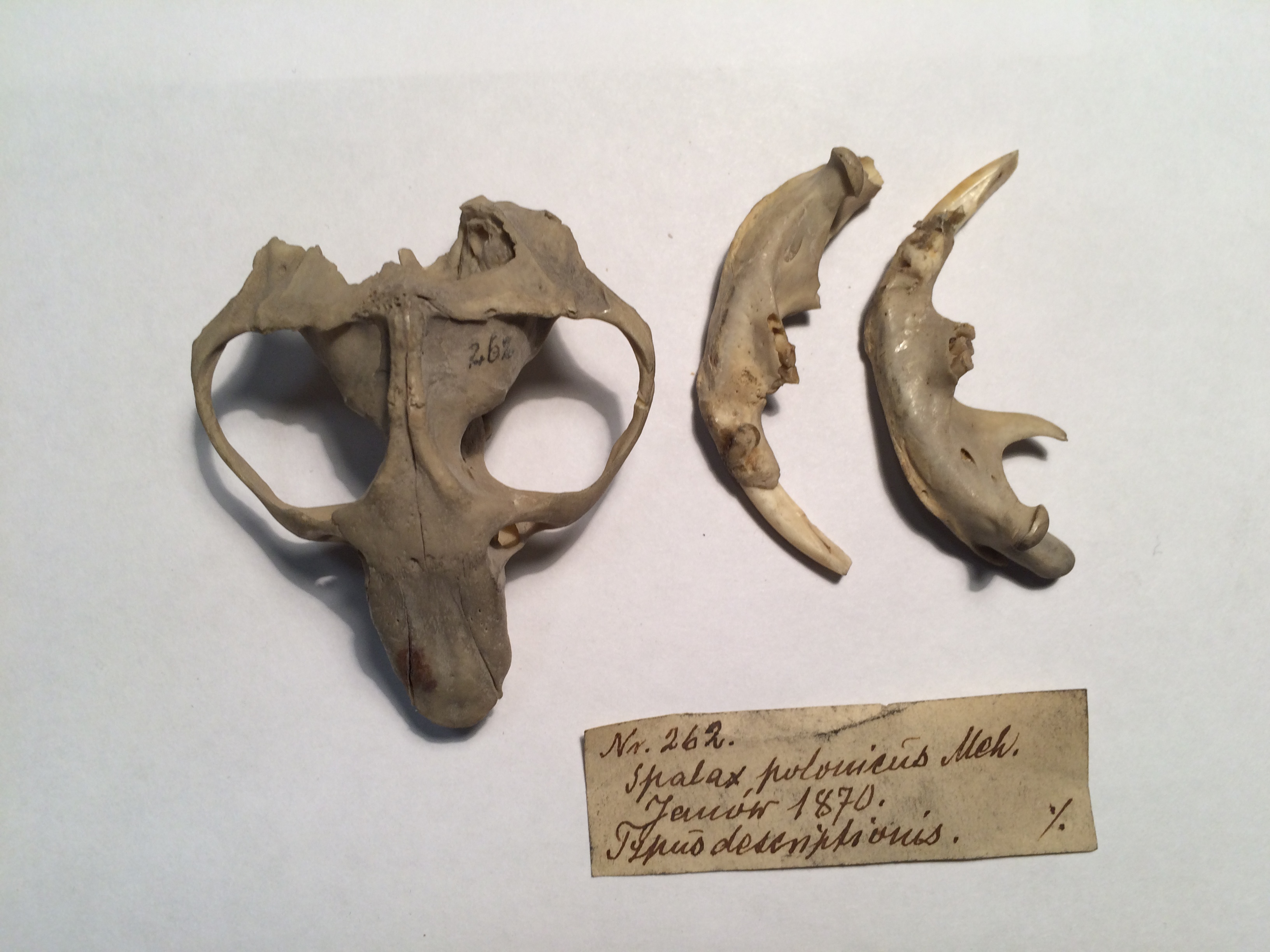
Череп сліпака

В галереї показано монету, присвячену рідкісному виду — «Сліпак піщаний (Spalax arenarius Reshetnik)», що живе лише на території України, і якого занесено до Червоної книги України. Автор ескізів і моделей — Володимир Дем'яненко.